# Karlsplatz (metropolitana di Vienna)
Karlsplatz è una stazione delle linee U1, U2 e U4 della metropolitana di Vienna situata nel 1º distretto. Già stazione della Stadtbahn, la ferrovia urbana di Vienna, a partire dal 25 febbraio 1978, con l'entrata in servizio della metropolitana è diventata una stazione della linea U1 ed è tuttora lo snodo più importante della rete delle Wiener Linien.

## Storia
Nei primi progetti della Stadtbahn, la ferrovia urbana di Vienna servita da treni a vapore, la stazione era indicata con il nome Schwarzenbergbrücke, dal vicino ponte, ma fu poi rinominata in Akademiestraße dopo la demolizione del ponte nel 1895. La stazione venne completata nel maggio 1898 e dal punto di vista architettonico si distingueva in modo particolare grazie al progetto Jugendstil di Otto Wagner. I due padiglioni di accesso, disposti uno di fronte all'altro, sono realizzati in struttura metallica con lastre di marmo e sono decorati con ricchi ornamenti floreali, opera di Joseph Maria Olbrich. Da ogni padiglione, una scala conduceva alle banchine di accesso ai treni, all'epoca all'aperto.
La stazione entrò in servizio come parte della Stadtbahn il 30 giugno 1899 con il nome previsto Akademiestraße e fu rinominata Karslplatz quando la piazza su cui sorge venne intitolata a Carlo VI d'Asburgo. Dopo la soppressione del servizio con treni a vapore, la stazione tornò operativa nel 1925 come stazione della nuova Stadtbahn elettrica realizzata sull'infrastruttura della vecchia Stadtbahn.
La riconversione in stazione della metropolitana comportò un rifacimento totale per la realizzazione degli accessi sotterranei. In un primo momento era prevista la demolizione dei padiglioni di Otto Wagner ma in seguito alle proteste suscitate, le strutture furono ripristinate a un'altezza di due metri sul piano stradale. Il padiglione occidentale, che serve tuttora nella parte posteriore come accesso alla metropolitana, ospita una sede del Wien Museum con un'esposizione permanente delle opere di Otto Wagner, mentre il padiglione orientale è utilizzato come caffetteria.
Il 18 agosto 1973 in questa stazione vennero calati con un'autogru due treni della linea U1, allora ancora in costruzione, per iniziare le corse di prova fino alla vicina stazione di Taubstummengasse. Fino al 1978, prima dell'entrata in servizio del prolungamento fino a Reumannplatz, si utilizzò la stazione di Stephansplatz, non ancora operativa, per l'inversione del senso di marcia dei treni e il conseguente cambio di binario, dato che questa operazione non era possibile nella stazione di Karlsplatz.
A partire dal 15 agosto 1978, la stazione divenne il capolinea della linea U4 per Heiligenstadt e nodo di interscambio con la Stadtbahn verso Hütteldorf, prima dell'integrazione di quest'ultima tratta nella linea U4, diventata operativa il 26 ottobre 1980.
La linea U2 è stata realizzata sfruttando le gallerie del percorso sotterraneo della precedente linea tranviaria sotto la cosiddetta Lastenstraße o Zweierlinie (seconda linea) e le banchine di accesso ai treni sono collegata al resto della stazione da un tunnel lungo circa 400 metri.
Per un breve periodo, dal 7 al 25 settembre 1981, venne sperimentata una connessione circolare tra linea U2 e linea U4, la cosiddetta "linea U2/U4", che sfruttava i binari della linea U2 da Karlsplatz a Schottenring dove si innestava sul percorso della linea U4 per tornare a Karlsplatz via Hietzing. Tuttavia questo esperimento non diede gli esiti sperati, peggiorando la qualità del trasporto invece di migliorarlo come nelle intenzioni, e venne subito abbandonato.

## Descrizione
La stazione di Karlsplatz è tuttora il nodo di interscambio più importante delle Wiener Linien. L'accesso ai binari avviene dal lato Opernring tramite un collegamento sotterraneo lungo circa 200 metri, a cui afferiscono anche gli ingressi Kärntnertor, Westpassage e Opernpassage, e dall'altro tramite l'ingresso di Karlsplatz. Con un afflusso quotidiano di 233 000 passeggeri (2011) è una della stazioni più trafficate della città.
I binari della linea U1 si trovana a una profondità massima di 24,63 metri sotto Kärntner Strasse,. L'accesso ai treni avviene da marciapiedi laterali, con i binari delle due direzioni affiancati al centro per poi diramarsi su gallerie separate. Il capolinea della linea U2, anch'esso con treni accessibili da marciapiedi laterali, si trova due livelli più sopra mentre dal livello intermedio si accede alla linea U4.
Fino al 2006, la stazione ha ospitato anche il centro operativo di controllo dell'intera metropolitana; non essendo più sufficienti gli spazi, il centro di controllo è stato progressivamente trasferito in una nuova sede presso il deposito treni di Erdberg.
Per quanto riguarda l'accessibilità, inizialmente gli accessi ai binari erano possibili solo tramite scale fisse e mobili; per abbattere le barriere architettoniche, nel 1995 è stato installato un ascensore per l'accesso ai treni della linea U4 e l'anno successivo altri ascensori per l'accesso ai due marciapedi della linea U2.

### Architettura
Il Padiglione Otto Wagner di Karlsplatz è un esempio rappresentativo dello stile Jugendstil viennese, di cui Otto Wagner fu uno dei principali interpreti. La struttura, costruita nel 1898, è realizzata in acciaio e rivestita con lastre di marmo bianco, decorata con elementi floreali stilizzati, in particolare motivi a girasole, tipici dell'estetica liberty viennese.
L'edificio si distingue per il suo equilibrio tra funzionalità e ornamento: Wagner impiegò una tecnica costruttiva moderna con telaio in ferro rivestito da materiali pregiati, combinando l'efficienza della produzione industriale con l’estetica decorativa dell’epoca.
Le superfici sono caratterizzate da pannelli modulari, cornici dorate e fregi vegetali dorati, che creano un effetto visivo di eleganza e innovazione, simbolo del rinnovamento urbano voluto da Wagner per Vienna.
L’intervento decorativo è attribuito in parte anche a Joseph Maria Olbrich, collaboratore di Wagner, che contribuì alla definizione dell’apparato ornamentale, mantenendo una coerenza formale con l’intero linguaggio architettonico della Wiener Secession.

### Installazioni artistiche
Nel corridoio di passaggio dall'ingresso di Karlsplatz si trova il fregio Unisono di colori, opera di Ernst ed Eleonor Friedrich, posizionato qui dal 2003, che è composto da una serie di pannelli colorati di materiali differenti disposti secondo uno schema ritmico.
Nel 2005/2006 nel corridoio dell'uscita Secession è stata sistema la Mediainstallation Pi dell'artista canadese Ken Lum, che rappresenta il numero Pi greco e altri sedici diversi dati statistici denominati factoids (come ad esempio le spese mondiali in armamenti a partire dal 1º gennaio di ogni anno) aggiornati in tempo reale e visualizzati tramite numeri a LED su vetrine riflettenti disposte su una lunghezza totale di 130 metri.
Dall'inizio del 2012 le pareti dei corridoi delle linee U1 e U2 sono decorati dall'opera Ohne Titel (Senza titolo) dell'artista multimediale Peter Kogler. Si tratta di disegni che rappresentano strutture tubolari generate al computer che richiamano strutture cristalline e al tempo stesso rimandano alle gallerie di un sistema di linee metropolitane.
Dal settembre 2013 le pareti del Kärntnertorpassage sono decorate dal murale Ohne Titel (Senza titolo) dell'artista tirolese Ernst Caramelle. L'opera è lunga 70m e alta 3m ed è composta da otto pannelli geometrici che alternano visuali frontali e prospettive distorte accentuate da un gioco di specchi realizzato attraverso una superficie di vetro smerigliato posta sul lato opposto del corridodio.

### Museo
Il Padiglione Otto Wagner di Karlsplatz è stato trasformato in un museo nel 2005, con lo scopo di conservare e valorizzare l'eredità dell'architetto Otto Wagner, uno dei maggiori innovatori dell'architettura urbana di Vienna. Oggi il padiglione ospita una mostra permanente dedicata alla vita e alle opere di Wagner, gestita dal Wien Museum.
Il museo è allestito per offrire ai visitatori un'esperienza immersiva nel contesto storico e artistico in cui Wagner ha operato. Al suo interno si trovano modelli, schizzi originali, fotografie d'epoca e materiali legati alla progettazione della Stadtbahn di Vienna, tra cui la famosa stazione di Karlsplatz. Il percorso espositivo offre una panoramica dettagliata sull'evoluzione del pensiero architettonico di Wagner, dalle sue prime opere fino alle sue realizzazioni più iconiche, come la Stadtbahn e il Palazzo della Secessione.
Uno degli aspetti più significativi dell’allestimento museale è la riproduzione di alcuni dei progetti originali di Wagner, che consentono ai visitatori di comprendere in profondità la concezione modernista dell'architetto riguardo l'integrazione della funzione con l'estetica. La mostra include anche documenti che testimoniano la vita di Wagner, compresi i suoi scritti e le sue riflessioni sulla città, sullo spazio urbano e sulla modernità. Questo aspetto è particolarmente evidente nelle sezioni che esplorano il legame tra la sua visione architettonica e i cambiamenti sociali ed economici che hanno caratterizzato l'Europa nel passaggio dal XIX al XX secolo.
Il padiglione non solo celebra la figura di Otto Wagner, ma è anche un luogo di riflessione sull'evoluzione dell'architettura moderna e sull'influenza che l'opera di Wagner ha avuto sullo sviluppo del movimento moderno. Il museo, dunque, diventa un centro di studio per gli appassionati di architettura e storia urbana, ma anche una risorsa educativa per il pubblico in generale, con percorsi didattici dedicati alle scuole e alle famiglie.
Il padiglione è anche un punto di incontro per eventi culturali e mostre temporanee che approfondiscono temi legati all'arte e all'architettura viennese. Le esposizioni temporanee si concentrano su vari aspetti della cultura e della società viennese dell'epoca di Wagner, arricchendo ulteriormente la comprensione della sua opera.

## Dintorni
Per la sua posizione centrale, nei pressi della stazione si trovano molti edifici e istituzioni importanti, tra cui l'Università tecnica di Vienna, la Chiesa di San Carlo Borromeo, il Resselpark, la Wiener Staatsoper, il Palazzo della Secessione e la Musikverein.

## Ingressi
- Opernring
- Kärntnertor
- Secession
- Karlsplatz